# Yayi Boni

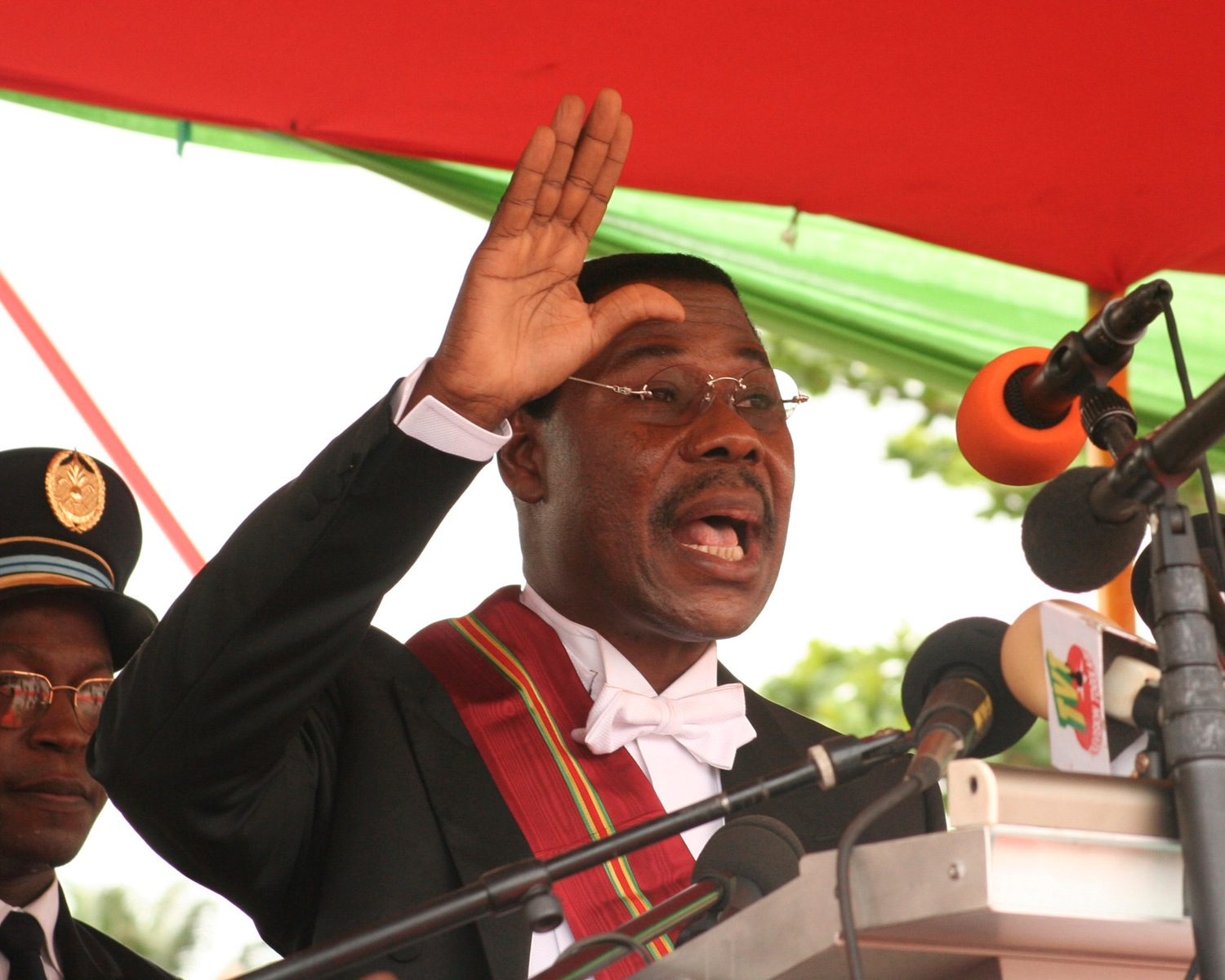
Yayi Boni bij zijn inauguratie in 2006

Thomas Yayi Boni (Tchaourou, 1 juli 1952) is een politicus uit het Afrikaanse land Benin. Hij was van 6 april 2006 tot 6 april 2016 president van zijn land.
Boni werd geboren in het toenmalig Franse Dahomey en studeerde economie in onder andere Senegal en Frankrijk. Tussen 1980 en 1988 was hij werkzaam, onder meer als onderdirecteur, van de Centrale Bank voor West-Afrikaanse Staten, de BCEAO en later werkte hij voor de West-Afrikaanse Ontwikkelings Bank.
In 2006 won Boni met grote meerderheid de tweede ronde van de presidentsverkiezingen in Benin waar hij Adrien Houngbédji versloeg door 75% van de stemmen te veroveren. Op 6 april volgde hij Mathieu Kérékou op. Op 15 maart 2007 overleefde Boni een aanslag op zijn leven.
Boni werd geboren in als moslim, maar is thans vrijmetselaar. Hij is lid van een loge onder de Grande Loge Nationale Française, een Franse reguliere obediëntie.
In september 2021 ontmoetten Patrice Talon en Thomas Boni Yayi, politieke bondgenoten die intieme vijanden zijn geworden, elkaar in het Marina Palace in Cotonou. Tijdens deze tête-à-tête legde Thomas Boni Yayi Patrice Talon een reeks voorstellen en verzoeken voor, in het bijzonder met betrekking tot de vrijlating van “politieke gedetineerden”.